# Kalinówka (rejon żydaczowski)
Kalinówka (ukr. Калинівка) – wieś na Ukrainie w rejonie stryjskim (do 2020 roku w rejonie żydaczowskim) obwodu lwowskiego.

## Historia
Pod koniec XIX w. przysiółek wsi Oryszkowce w powiecie bóbreckim. 11 grudnia 1908 wyodrębniona z Oryszkowiec jako samodzielna gmina.